# La casa de los espíritus
A Casa dos Espíritos é o primeiro e mais famoso romance da escritora chilena Isabel Allende. Foi lançado originalmente em 1982 na cidade de Buenos Aires pela Editorial Sudamericana.
Classificado dentro do realismo mágico, este romance histórico incorpora coisas inverossímeis e estranhas ao ordinário. Narrado desde a perspectiva de seus protagonistas, os acontecimentos da trama tratam sobre o amor, a família, a morte, os espíritos, as classes sociais, a revolução, a política, as ideologias e o fantástico.

## Enredo
A narrativa é centrada na vida da família Trueba e acompanha três de suas gerações por meio das personagens femininas que encarnam o lugar de mãe, de filha e de neta, percorrendo quase todo o século XX.
O drama se passa em um país inominado e fictício, porém com propositais e explícitas semelhanças com o Chile, especialmente em sua composição socioeconômica e convulsões políticas, como o latifúndio e o golpe militar de 1973. Além disso, a escritora se baseou na história de sua própria família, à qual adicionou acontecimentos e personagens fictícios, que dão grande riqueza e dramaticidade à história.
São três protagonistas, as três gerações de mulheres que são a base para o acompanhamento da sucessão geracional da narrativa; todas com vidas difíceis e acontecimentos marcantes e traumáticos: Clara, a "clarividente", sua filha Blanca e a neta Alba, que é o alter-ego da própria Isabel. Essas mulheres, femininas e fortes, enfrentam com coragem as paixões, os dramas familiares e os acontecimentos turbulentos de suas épocas. As vivências e dificuldades passadas por cada uma delas não se interrompem para dar início a um novo ciclo com a seguinte, mas sim se sobrepõem e ecoam em uma ligação mais que maternal, espiritual entre as gerações.
Dentre sua lutas exaltadas pela autora estão o casamento forçado, o amor clandestino, a gravidez como perpetuação de família proprietária, as descobertas sexuais, os abusos sexuais e os tolhimentos condicionados ao gênero.
Não obstante, Esteban Trueba é, por muito tempo, mas não durante toda a narrativa, a única personagem a ter exposições em primeira pessoa. Essa aproximação do leitor com a personagem dar-se por que é nele que autora põe a encarnação do patriarca despótico, misógino e acumulador de propriedade que deseja expor as fraquezas e tecer sutis e contundentes críticas, em uma representação de tendências infelizes do continente.
A narrativa, se utilizando da família Trueba, traça e percorre todo o passado, presente e futuro da América Latina, isto é, sua identidade enquanto continente e a idiossincrasia de seu povo. Desde guerras políticas entre liberais e conservadores, uma economia baseada na desigualdade entre latifundiários e camponeses, passando por cidades repartidas por bairros de patrões e empregados, terminando em uma estrutura patriarcal e capitalista que amarra tudo e que fatalmente culmina no ápice do autoritarismo: a ditadura militar que marcou vários países do continente latinoamericano.
Além disso, trata também de aspectos únicos do continente, tais como o encantamento e subserviência com o estrangeiro, principalmente com os Estados Unidos e a questão da espiritualidade, da ancestralidade e magia presente no ordinário, extraordinário e imaginário latinoamericano. Esta magia é presente em especial nas personagens de Clara, quem possui clarividência e estabelece contato com seres espirituais, além de conseguir mover pequenos objeto como ao saleiro com a força do pensamento, e de Pedro Garcia "o velho", quem detém uma sabedoria popular e longínqua que beira o sobrenatural.
A inspiração para o livro e para o enredo é explicada pela própria autora em seu livro Paula.